# Muhlis Akarsu
Muhlis Akarsu (né en 1948 et mort le 2 juillet 1993) est un ashik turc, chanteur et joueur de saz.